# 敦賀空襲
敦賀空襲（つるがくうしゅう）は、福井県の敦賀市及び東浦村、東郷村(全て当時)で1945年（昭和20年)に起きた空襲のことである。敦賀市史では、日本海側初の空襲である7月12日の空襲を特に「敦賀大空襲」と表記し大きく割いている。単に「敦賀空襲」といった場合、この7月12日に起きた空襲を指す。

## 詳細
敦賀は空襲を受けた都市の中では最小規模だったが、軍需工場の存在や港湾拠点という理由で3回空襲を受けている。特に第一空襲が日本海側の港町にもかかわらず、大編隊で襲撃する等きわめて激しかった。

### 敦賀大空襲(第一空襲)
7月12日、B29の編隊が市の東部に来襲し、周辺部から中心部へと焼夷弾による波状攻撃を繰り返したが、この時以下の敦賀の状況から戦闘が発生している。
当時、敦賀は中京地域や阪神地域から軍の部隊や物資、市民らが疎開先として避難していた。特に現在の敦賀市立咸新小学校に、陸軍の兵站司令部が置かれ、それに付随する様々な部隊・部署が置かれたのが特筆される。また市史編纂委員会が発行した『敦賀の歴史』によれば、空襲を受けるはずがないと軍にも市民の間でも油断があったという。それでも敦賀は日本海側有数の港であり、大陸側との航路が多数設定されていた手前、防空設備も一応整えていた。それでも受けるはずが無いという希望を打ち砕くことになり市史史上未曾有の大災難となったのである。

#### 対空戦と被害
戦時中の敦賀は、松原などに高射砲陣地が築かれ、また暁部隊が実施した、敦賀を拠点とする大陸からの食料緊急輸送作戦等による寄航する艦船・船舶(当時の艦船・船舶は自衛のために海軍船籍であれば高角砲、陸軍船籍であれば高射砲・高射機関砲など、武装が施されていた)にも高角砲・高射砲などが装備されていた、さらに敦賀連隊の本拠、疎開してきた軍の部隊、とりわけ暁部隊等陸軍船舶司令部、同じく兵站司令部他の存在もあり田舎町としては比較的戦力や防空体制が整っていた。そのため夜9時ごろに出された福井県空襲警戒警報などを駆使し迎え撃つことになり、空襲時敦賀に駐屯する日本軍は気比の松原の高射砲陣地や、停泊中の艦船から高射砲弾を撃ち上げ激しく抵抗。アメリカ側は敦賀市街を東から西へ横切ったが、その進路上の防空陣地等日本側の陣地をも横切ることになり戦闘は熾烈さを極めた。炸裂した高射砲弾の破片が雨あられのように山奥の和久野地区など敦賀中に降り注いだと言う。米機の攻撃は翌13日午前2時頃まで続き、『敦賀空襲･戦災誌』によれば、一連の交戦で高射砲隊の指揮を執っていた日本軍守備隊隊長1名が直撃弾を受け戦死、市民が火に捲かれ109名が死亡、市街地の80パーセント以上を消失・焦土と化するなど戦闘・空襲により甚大な被害が出た。艦艇船舶に被害が出たのかは不明。
死者は109名、負傷者は201名(『敦賀の歴史』)である。アメリカ側の記録では160名(第3次空襲含む)、また225名とする資料も存在する(『フォトドキュメント　本土空襲と占領日本』)。敦賀空襲の死傷者は複数の資料で人数のブレがあり一致しない。従って利用する場合は注意がいる。
以上は『敦賀空襲･戦災誌』や『敦賀の歴史』によった。
上の『敦賀空襲･戦災誌』や『敦賀の歴史』にある、敦賀大空襲の際に敦賀市街を米機が東から西へ横切ったという叙述（およびB29の侵入経路を示した地図）は事実誤認である。第20航空軍の7月12日の敦賀爆撃の作戦任務報告書（『福井県史資料編12上近現代三』）によれば、琵琶湖の沖島を進入点とし、直進して敦賀上空で爆弾投下した後、右旋回して離脱し、伊勢湾から太平洋に抜けている（航路図は『同書』53頁）。米軍機が東から西へ横切ったと記録されているのは、当日の天候が悪く、地上側からみて発火場所の順を追って航路を想像したものと思われる。
ちなみに、外部リンクにある「敦賀大空襲時の米軍機経路図」とされているものには確かに航空機が敦賀上空を東から西に横切ったように書かれているが、この航路図は空襲の1日前の7月11日深夜に若狭湾（舞鶴）への機雷投下を行った際の航路図（任務262号）であり、敦賀大空襲（任務265号）のものではない。航路図を付した報告書を読めばわかるが、この若狭湾への機雷投下は、任務265号を遂行した第313航空団と所属を同じくしているが、空爆を行う3個航空群とは別編成された機雷投下を任務とする1個航空群（1航空群は約30機で構成されている）によるものであり、11日の昼過ぎに下関海峡、羅津、釜山、および舞鶴の4か所に向けて各6機程度に分かれてテニアンを離陸したと報告されている。
なお、7月12日深夜の敦賀大空襲の直後の7月14日付の『福井新聞』には、中部軍管区司令部および大阪警備府の13日10時発表の記事として、「B29約百機の一部が敦賀市を焼夷攻撃し、主力は若狭湾に機雷投下した」と書かれている（前掲『福井県史資料編12上』962頁）が、これも誤情報であり、実際には11日深夜に敦賀上空で左旋回して舞鶴に機雷投下した少数の機と、12日深夜に敦賀爆撃を行った98機（先導機11機と主力爆撃機87機）とは日を前後して別々に飛来した部隊であった。
また、敦賀上空での地上からの対空砲火について、作戦任務報告書では、「対空砲火はなし、あるいは重中火器によるすこぶる微弱で不正確なもの」であり、「対空砲火による損失、損傷した機はない」と報告されている。

### 第二空襲
7月30日のP47　6機による空襲。死者15名。市史によると、敦賀にて日本軍歩兵側が小銃を発砲するなど米機と交戦。交戦地区は不明だが、駅付近が襲撃されたと伝えられる。同時に停泊中の艦船に被害が出たとされるが、このときの艦船に火災以外にどのような被害が出たのかは資料に記載が無く、次いでアメリカ側の損害なども資料が無く共に一切が不明である。なおこの時の様子を国鉄小浜線粟野駅駅長が目撃、駅での避難民の保護や防空戦含めた顛末を日記に書き記している。

### 第三空襲
8月8日、B29単機空襲。東洋紡績工場に直撃弾。学徒動員で作業していた女学生を中心に死者33名。このとき、パンプキン爆弾が投下された。アメリカ軍の資料では化学工場となっている。単機空襲にもかかわらず、この時も日本軍守備隊が応戦したものの、命中弾は無く工場被弾を許してしまった。
他にも公式記録に残っていない市民らの証言を集めた証言集のみによる空襲(例6月25日)も記録されている。

## 余波
空襲や機雷敷設により、港湾能力が低下、航路が著しく阻害された。特に終戦前の1945年8月3日に1隻、終戦後の僅か2日後の8月17日は、2隻の船が敦賀湾において触雷・沈没している。死者等は不明。

## 福井県が受けた主な空襲一覧
何れも1945年の出来事である。
敦賀市が受けた空襲は以下の通り。
- 7月12日-B29 約100機よる波状攻撃。兵士1名戦死、市民ら109名死亡。この日の空襲を特に敦賀大空襲と呼ぶ。
- 7月30日-P476機による空襲。死者15名。
- 8月8日-B29単機空襲。東洋紡績敦賀工場に直撃弾。死者33名。

記録では3回空襲を受けたことにはなっているが、6月25日にも空襲を受けたとする資料、『敦賀空襲･戦災誌』が存在する。
福井市が受けた空襲は以下の通り。
- 7月19日-福井大空襲

小浜市が受けた空襲は以下の通り。小浜は2回空襲を受けているが、特に小浜空襲等の呼称は無い。
- 6月26日-グラマン機による襲撃。駆逐艦榎が機雷に触れ、大破着底。
- 6月30日-グラマン機による襲撃。停泊していた駆逐艦隊を襲撃。

福井県は機雷投下のために多数の米機が6月ごろより頻繁に進入していた。当時の報道規制下においても、6月期の福井新聞には、「B29が機雷投下のために本県に進入した」などと連日のように報道したと記録に残る。なお敦賀大空襲時、敦賀を襲撃した編隊には機雷を搭載した爆撃機も同行しており(若狭湾・敦賀湾に投下)、このことから敦賀の重要さは戦争末期につれ増している。
⇒上に書いたように、爆撃部隊は機雷投下部隊とは別日に敦賀に飛来しており、同行していたわけではない。なお、この機雷投下部隊による敦賀湾への機雷投下は、7月25日と8月5日のいずれも深夜に行われたことが先の機雷投下の航路図を付した報告書には記載されている。

## 主な被害
- 敦賀港　機雷により港湾能力の著しい低下、3隻沈没。
- 幸臨寺　三重塔を含む9棟の伽藍は敦賀空襲で焼失した。
- 金前寺　空襲で焼失。
- 永厳寺　大半を焼失。
- 氣比神宮　鳥居以外焼失。
- 東洋紡績　模擬原爆により被災。
- 天満神社 （福井県敦賀市）